# Notek

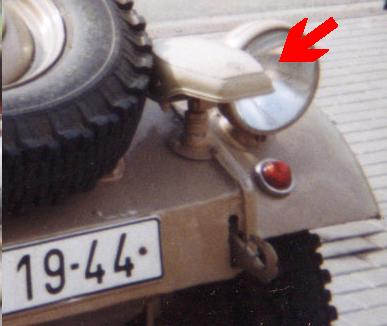
Notek na vozidle KdF 82

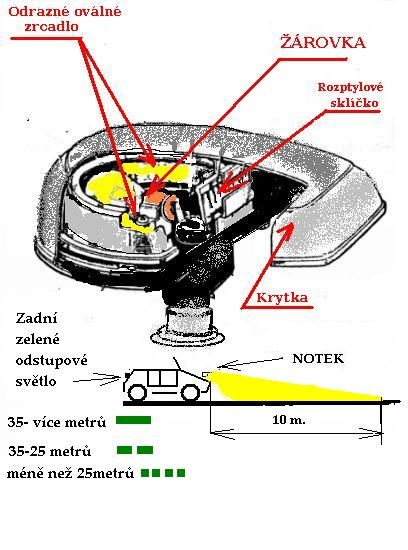
Nákres

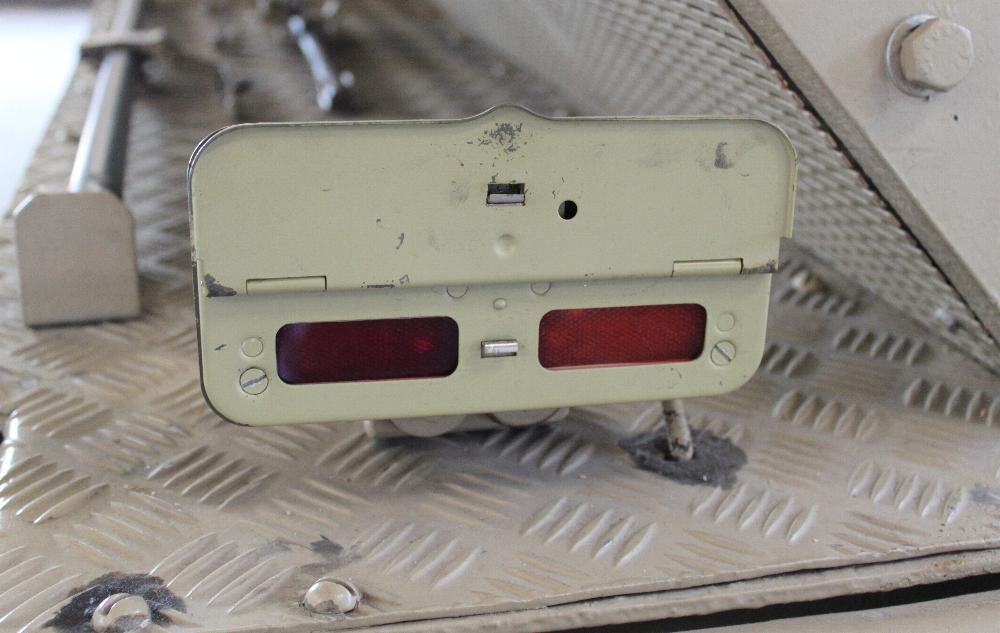
Zadní Notek, clona v horní poloze

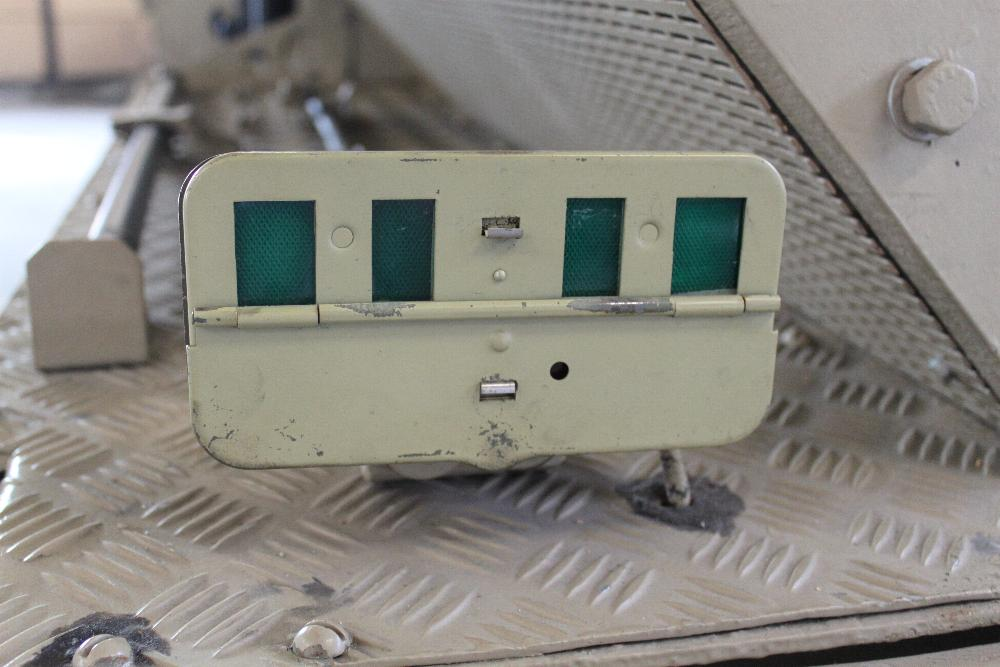
Zadní Notek, clona v dolní poloze

Notek je noční světlomet na vojenská vozidla firmy Nova-Technik GmbH München.
Za druhé světové války používala německá armáda na svých motorových vozidlech k zajištění nepozorovatelnosti při leteckém nebezpečí na přední části automobilu nebo motocyklu speciální světlomety s krytkou která směřovala světelný paprsek tak, aby byla osvětlena pouze cesta před vozidlem a aby světlo nebylo pozorovatelné z větší vzdálenosti, jeho intenzita byla regulována reostatem na palubní desce.
V zadní části vozidla se nacházel notek skládající se ze dvou hlavních částí. Pomocí překlápěcí plechové clony byla viditelná buďto spodní nebo horní polovina světel. V horní poloze clony se odkryla spodní dvě světla. Vlevo červené koncové a vpravo oranžové brzdové. Na spodní straně lampy byla posuvná západka. Při přesunutí doprava odkryla zasklené okýnko pod žárovkou koncového světla. Tím bylo dosaženo možnosti osvětlení značky (na osobních i nákladních vozidlech). Při přesunutí doleva se okýnko zavřelo. Pokud se clona překlopila do spodní polohy, objevila se skupina čtyř zelených odstupových světel která sloužila pro jízdu v koloně. Když řidič v noci dodržoval správnou vzdálenost 25-35 metrů od vpředu jedoucího vozidla, viděl pouze dva zelené body, při vzdálenosti větší než 35 metrů řidič viděl zadní odstupové světlo jako jeden zelený pruh. Při odstupu menším než 25 merů byla vidět čtyři zelená světla. Odstupové světlo tedy byl prostý ale účinný nástroj pro udržování správného rozestupu vozidel kolony v noci bez použití světel.
Od poloviny roku 1943 se v německé armádě používalo jednoduché zadní odstupové světlo – modré válcovité (doutnavka), modré světlo je totiž viditelné jen na omezenou vzdálenost, zhruba 35 metrů. V Československé armádě se notek používal ještě v 60. letech dvacátého století.[zdroj⁠?!]